# NGC 2944
NGC 2944 este o galaxie situată în constelația Leul. A fost descoperită în 27 martie 1886 de către .